# Orthetrum camerunense
Orthetrum camerunense é uma espécie de libelinha da família Libellulidae. 
Pode ser encontrada nos seguintes países: Camarões, República Centro-Africana, Quénia, Nigéria, Uganda e possivelmente em Tanzânia.
Os seus habitats naturais são: florestas subtropicais ou tropicais húmidas de baixa altitude, regiões subtropicais ou tropicais húmidas de alta altitude e rios. 